# Herrarnas åtta med styrman i rodd vid olympiska sommarspelen 1996
Herrarnas åtta med styrman i rodd vid olympiska sommarspelen 1996 avgjordes mellan den 21 och 27 juli 1996.

## Medaljörer
| Gren             | Guld | Silver | Brons |
| Åtta med styrman | Nederländerna Koos Maasdijk Ronald Florijn Jeroen Duyster (styrman) Michiel Bartman Henk-Jan Zwolle Niels van der Zwan Niels van Steenis Diederik Simon Nico Rienks | Tyskland Mark Kleinschmidt Detlef Kirchhoff Wolfram Huhn Roland Baar Marc Weber Ulrich Viefers Peter Thiede (styrman) Thorsten Streppelhoff Frank Jörg Richter | Ryssland Pavel Melnikov Andrej Gluchov Anton Tjermasjentsev Aleksandr Lukjanov (styrman) Nikolaj Aksionov Dmitrij Rozinkevitj Sergej Matvejev Roman Montjenko Vladimir Volodenkov Vladimir Sokolov |

## Resultat

### Heat

#### Heat 1
1. Nederländerna - 5:41,41 FA
2. Kanada - 5:44,00 R
3. Australien - 5:46,83 R
4. Storbritannien - 5:49,37 R
5. Ukraina - 5:55,32 R

#### Heat 2
1. USA - 5:44,87 FA
2. Tyskland - 5:46,04 R
3. Ryssland - 5:48,63 R
4. Rumänien - 5:54,34 R
5. Italien - 5:54,59 R

### Återkval

#### Återkval 1
1. Kanada - 5:30,76 FA
2. Ryssland - 5:32,98 FA
3. Storbritannien - 5:33,22 FB
4. Italien - 5:34,40 FB

#### Återkval 2
1. Tyskland - 5:30,61 FA
2. Australien - 5:31,33 FA
3. Rumänien - 5:31,88 FB
4. Ukraina - 5:42,43 FB

### Finaler

#### Final A
1. Nederländerna - 5:42,74
2. Tyskland - 5:44,58
3. Ryssland - 5:45,77
4. Kanada - 5:46,54
5. USA - 5:48,45
6. Australien - 5:58,82

#### Final B
1. Rumänien - 5:37,65
2. Storbritannien - 5:40,23
3. Italien - 5:41,95
4. Ukraina - 5:44,89